# Planets
Planets is een studioalbum van de Duitse muziekgroep Eloy uit 1981. Het vormde met Time to turn een tweeluik; het zou uitgewerkt worden tot een drieluik, maar dat is er niet van gekomen. Ook het persen van Planets en Time op één dubbelelpee vond geen doorgang; er kwamen twee aparte elpees; de stijlen verschillen dus een beetje. Het conceptalbum over de planeet Salta is opgenomen in Bornemanns eigen Horus studio in Hannover; geluidstechnicus was Jan Nemec. In het Verenigd Koninkrijk had het originele album een andere hoes, dan in de rest van de wereld. In het algemeen werd het als een van de betere album van de groep gevonden; het typeert de overgang van de jaren 70 en 80 in de progressieve rock. In 1981 lieten de “grote bands” binnen het genre het afweten.  

## Musici
- Hannes Arkona - gitaar, toetsinstrumenten
- Frank Bornemann - zang, gitaar
- Hannes Folberth - toetsinstrumenten
- Klaus-Peter Matziol - basgitaar, zang
- Jim McGillivray - slagwerk, percussie

## Tracklist
De muziek is van Eloy; de teksten van Bornemann en Sigi Hausen.

| Nr. | Titel                                                                    | Duur   |
| --- | ------------------------------------------------------------------------ | ------ |
| 1.  | Introduction                                                             | (1:58) |
| 2.  | On the verge of darkening lights                                         | (5:37) |
| 3.  | Point of no return                                                       | (5:45) |
| 4.  | Mysterious monolith                                                      | (7:40) |
| 5.  | Queen of the night                                                       | (5:22) |
| 6.  | At the gates of dawn                                                     | (4:17) |
| 7.  | Sphinx                                                                   | (6:50) |
| 8.  | Carried by cosmic winds                                                  | (4:32) |
| 9.  | On the verge of darkening lights (live 1983) (bonustrack op 2005-versie) | (4:09) |

Het album vertoont geen enkel verband met The Planets van Gustav Holst.